# Smuggler's Run 2: Hostile Territory
Smuggler's Run: Warzones
Smuggler's Run 2: Hostile Territory est un jeu vidéo de course développé par Angel Studios, édité par Rockstar Games et sorti en 2001 sur PlayStation 2. Le jeu est la suite de Smuggler's Run et garde le même fonctionnement. Le joueur incarne un contrebandier qui doit livrer des marchandises illégales à l'aide de plusieurs sortes de véhicules dans un temps imparti.
Certaines parties du jeu devaient se dérouler en Afghanistan, mais les développeurs ont préféré changer pour la Russie à la suite des attentats du 11 septembre 2001.
Une adaptation du jeu sur GameCube, titrée Smuggler's Run: Warzones, sort en 2002.

## Système de jeu
Le jeu propose 170 missions ou il faut livrer des paquets, sans se faire attraper par l'ennemi. Il propose aussi un joueur multijoueur.

## Accueil
- Jeux vidéo Magazine : 13/20 (GC)[3]